# Microdon pulcher
Microdon pulcher är en tvåvingeart som beskrevs av Samuel Wendell Williston  1887. Microdon pulcher ingår i släktet myrblomflugor, och familjen blomflugor. Inga underarter finns listade i Catalogue of Life.